# Вељке Возокани
Вељке Возокани (слч. Veľké Vozokany) насељено је мјесто са административним статусом сеоске општине (слч. obec) у округу Злате Моравце, у Њитранском крају, Словачка Република.

## Историја
У историјским записима село се први пут помиње 1209. године. Потврђено је да је заједница Вељке Возокани постојала до 1228. Римокатоличка црква Светог Николе је првобитно готичка грађевина која је барокна модификована 1742. године и даље је обновљена у 19. веку. Цело насеље је некада било власништво опатије Хронски Бењадик.
Овде је 26. августа 1652. вођена једна од најзначајнијих битака против Турака у региону, на месту званом Лех код Старог хаја („Стари гај“). Адам Форгач, тадашњи командант тврђаве Нове Замки, храбро је предводио своје трупе, уз подршку локалног становништва и гарнизона Врабле и Левице, против турских трупа којима је командовао Мустафа. И поред тога што су скоро три пута надмашили свог непријатеља, Турци су претрпели тежак пораз. Међу погинулима у борби била су и била четворо браће из породице Естерхази, који су сахрањени 26. новембра 1652. године у крипти Трнавске универзитетске цркве. Бојно поље је било обележено 5 метара високим обелиском у знак сећања на победу и жртву четворице браће. Споменик је подигнут 1734. године. Године 1896. замењен је спомеником који постоји данас, са постољем од белог травертина и бронзаном скулптуром лава који ломи турску бојну заставу. На постаменту је натпис на латинском који гласи: „Држи се путниче и читај!“. Аутор је Војтех Маркуп.

## Становништво
| Година:    | 1994. | 2004.   | 2014.   | 2024.    |
| ---------- | ----- | ------- | ------- | -------- |
| Број људи: | 532   | 504     | 479     | 426      |
| Разлика:   |       | -5,26 % | -4,96 % | -11,06 % |

| Година:    | 2023. | 2024.   |
| ---------- | ----- | ------- |
| Број људи: | 431   | 426     |
| Разлика:   |       | -1,16 % |

Према подацима о броју становника из 2011. године насеље је имало 492 становника.